# 대한레저스포츠회
대한레저스포츠회는 여가시간에 자발적으로 행하여지는 신체활동 중 체력이나 기술을 활용하여 승부를 겨루거나 즐거움을 얻음으로써, 신체적 정신적 건강을 함양하는 레저스포츠를 진흥시켜 국민의 건강증진 및 건전한 여가생활을 보장하고 레저스포츠인의 권익향상 도모 등에 기여하기 위하여 2007년 4월 30일 설립된 대한민국 문화체육관광부 소관의 사단법인이다. 사무실은 서울특별시 송파구 방이동 88-2 올림픽 벨로드롬 B1에 있다.

## 연혁
- 1993년 한국레저협회 설립
- 2007년 대한레저스포츠협의회 설립
- 2014년 대한레저스포츠회로 변경

## 주요 사업
- 레저스포츠 정보센터 운영 및 자료 발간 등 홍보사업
- 레저스포츠 관련 연구조사프로그램 및 기술 개발
- 레저스포츠 전문인력의 양성 및 관리, 시설 및 기구의 안전관리
- 레저스포츠 각종 경기대회 개최 및 지원, 공제조합 운영
- 레저스포츠 관련 국제교류, 복지 및 지위향상에 관한 사업